# Waterschap de Hillekens en Achterboerkens
Waterschap de Hillekens en Achterboerkens is een voormalig waterschap in de Nederlandse provincie Noord-Brabant. Het waterschap is in 1883 opgericht en omvatte de polders Hoge en Lage Hillekens en Achterboerkens, die ten noordoosten van de plaats Hoeven gelegen zijn. Het gebied besloeg circa 115 hectare. Reden voor de oprichting van het waterschap was het kunnen optreden tegen onwilligen die niet de regels opvolgden van het mensen die het gebied beheerden. Na oprichting werd nadrukkelijk werk gemaakt van het verbeteren van de waterleidingen in het gebied. Het waterschap waterde af op de Kibbelvaart die in verbinding stond met de Mark. 
In 1937 bestond de behoefte bij de waterschappen Westpolder en Polder van Krijtenburg om samen te werken en er werd een verzoek bij de provincie ingediend om te mogen fuseren. Deze stemde hiermee in op voorwaarde dat het waterschap Hillekens en Achterboerkens meeging in de fusie. Na enige weerstand werd alsnog besloten mee te doen in de fusie, waarop in de jaren 1937-1942 werkzaamheden in het gezamenlijke gebied werden uitgevoerd door de Heidemaatschappij. Uiteindelijk werd de fusie in 1941 definitief, waarbij de oude waterschappen werden opgeheven en opgingen in Waterschap de Ettense Beemden. Het gebied wordt tegenwoordig beheerd door het waterschap Brabantse Delta.